# جون بارنارد (مخترع)
جون بارنارد (بالإنجليزية: John Barnard)‏ هو مصمم ومهندس ومخترِع بريطاني، ولد في 4 مايو 1946 في لندن في المملكة المتحدة.